# Los Sueños de Akira Kurosawa
Sueños (夢 yume?), también conocida como Los Sueños de Akira Kurosawa, es una película de 1990, de carácter dramático-fantástico, dirigida por Akira Kurosawa. Coproducción entre Japón y Estados Unidos se trata de una película dividida en ocho segmentos que muestran otros tantos sueños experimentados por Kurosawa a lo largo de los años. Los temas principales son la infancia, la espiritualidad, el arte, la muerte, los desastres universales y los errores del hombre con respecto al mundo mostrando un lado literal y otro metafórico.
La película inauguró fuera de concurso el Festival de Cannes de 1990. Recibió nominaciones en ceremonias como los Globo de Oro, los de la Academia Japonesa de Cine o los de Cahiers du Cinéma.

## Argumento
La película consta de ocho segmentos distintos, que se suceden en el siguiente orden:

### La luz del sol a través de la lluvia
Existe una vieja leyenda en Japón que dice que, cuando el sol está brillando a través de la lluvia, los zorros celebran sus bodas. En este primer sueño un niño desafía el deseo de una mujer, posiblemente su madre, de quedarse en casa durante un día como estos. Oculto detrás de un gran árbol en el bosque cercano, el niño es testigo de la procesión lenta del kitsune (palabra japonesa para zorro). Desafortunadamente es descubierto por los zorros y escapa. Cuando trata de regresar a casa la misma mujer le dice que un zorro había venido a la casa dejando un pequeño puñal (Tantō). Agrega que esto significa que el niño debe suicidarse porque los zorros están enfadados con este observador no deseado. La mujer pide al niño que vuelva y pida el perdón de los zorros aunque sabe que estos son implacables. Así que el niño se pone en camino hacia las montañas, bajo un arco iris, al sitio donde está la casa del kitsune.

### El Huerto de durazneros y La Fiesta de La Muñeca
Hinamatsuri, la «fiesta de la muñeca», tiene lugar tradicionalmente en primavera cuando las flores de durazno están en plena floración. Las muñecas que se exhiben son representativas de los árboles de durazno y sus flores color rosa. La familia de un niño, sin embargo, ha talado su huerto de duraznos por lo que el niño se siente marginado de la fiesta de este año. El menor posteriormente va con su hermana y sus amigas y discute porque nota la ausencia de una de ellas. Aunque su hermana mayor dice que el número de personas es correcto, y es regañado por ello, el niño sorprende a la niña pequeña que faltaba en el grupo corriendo fuera de la puerta principal. El niño decide seguirla a un huerto carente de árboles donde las muñecas de la colección de su hermana mayor han cobrado vida. Las muñecas vivientes reprenden al niño por haber cortado los preciados árboles de durazno. Pero tras darse cuenta de cuánto adoraba el niño a las flores aceptan perdonándolo y realizando un baile lento y hermoso con música gagaku.

### La Tormenta de Nieve
Un grupo de montañistas lucha en el sendero de una montaña contra una tormenta de nieve. Perdidos a causa de una nieve cegadora y del viento, al límite de sus fuerzas, deciden quedarse en el lugar donde se encuentran intentando orientarse y no desfallecer. El cabecilla de pronto descubre a una extraña mujer, vestida con ropa blanca, que ha arropado y hecho dormir al resto de sus compañeros e insiste en cubrirlo con finas gasas blancas y arrullarlo para que duerma. Cada vez más somnoliento, con más y más capas de tela sobre sí, el hombre comienza a ceder pero, en el último momento, logra reunir la voluntad suficiente para recuperar la consciencia y despertar. Esto espanta a la mujer, quien resulta ser una Yuki-onna, que escapa volando. Con ello termina la tormenta y, en ese momento, el hombre descubre que la tela que los arropaba era nieve que poco a poco los estaba sepultando. Después de volver en sí los hombres descubren que su campamento, el lugar al que intentaban llegar, estaba sólo a unos metros de ellos.

### El Túnel
Un oficial del ejército japonés viaja, regresando de la guerra, por un camino desolado al anochecer. Entra por un gran túnel peatonal de hormigón donde se encuentra en una intensa oscuridad. Repentinamente un perro, de aspecto enojado y casi demoníaco, sale corriendo del túnel y le gruñe desapareciendo posteriormente. El oficial prosigue su camino y sale por el otro lado del túnel pero entonces presencia algo horrendo: un soldado sale por el túnel, detrás de él, con la cara azul de la muerte. El soldado no parece creer que esté muerto pero el oficial lo convence y el soldado regresa a la oscuridad del túnel. Justo cuando piensa que ha visto lo peor el oficial ve a su tercer pelotón completo marchar saliendo por el túnel. Trata de decirles que están muertos y expresa su culpabilidad por dejarlos morir en la guerra. El oficial decide entonces volver al túnel, seguido por una segunda aparición del perro infernal, que fue usado como un perro antitanque (perros con cargas explosivas que eran dirigidos contra los tanques enemigos durante la Segunda Guerra Mundial). 
Es uno de los tres segmentos de la película que aborda una pesadilla.

### Cuervos

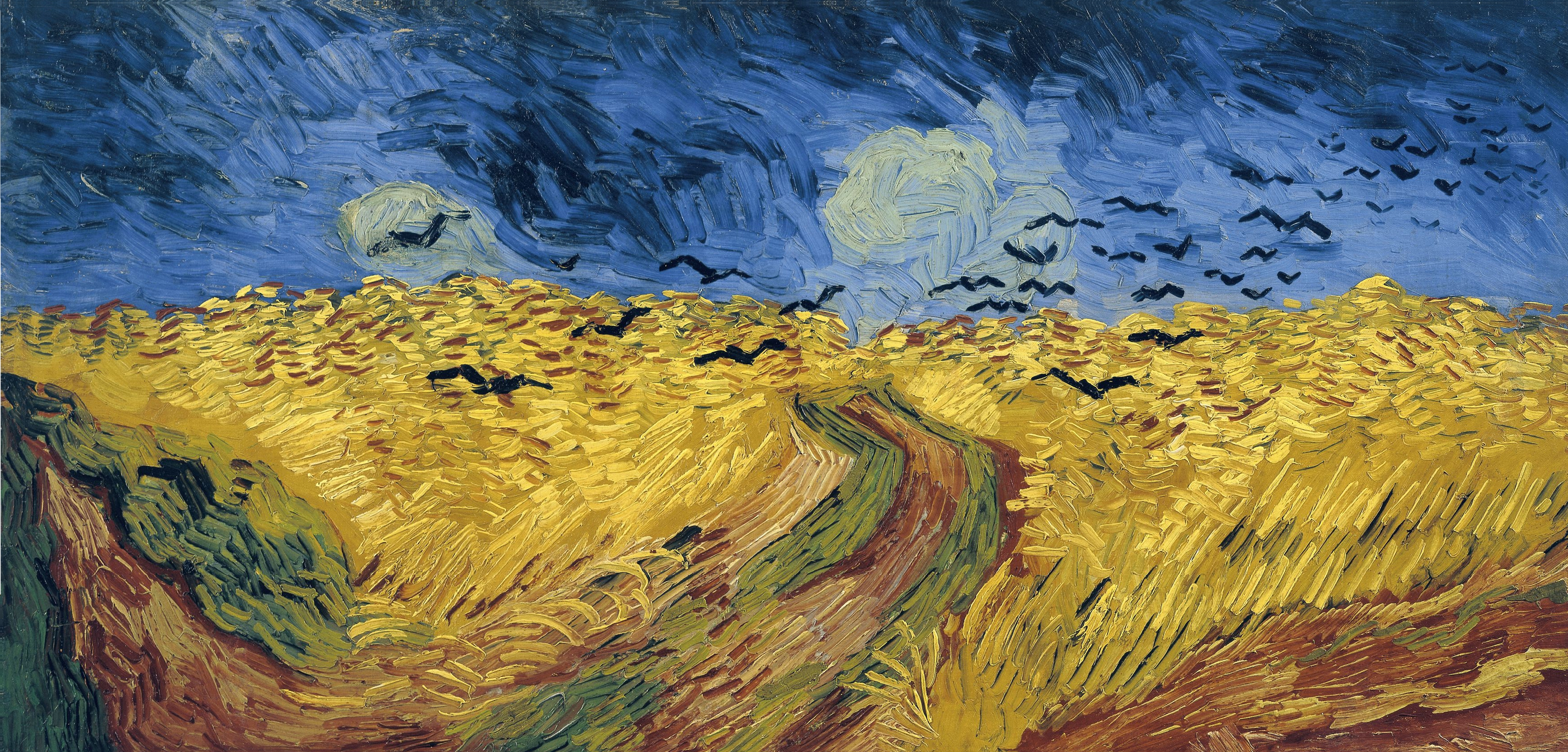
El cuadro de 1890 Trigal con cuervos, de Van Gogh, imagen de uno del sueño relatado en el segmento.

Un estudiante de arte se encuentra en el mundo vibrante, y a veces caótico, de una ilustración de Vincent van Gogh. Allí conoce al artista en un campo y conversa con él. El estudiante, en un momento determinado, pierde la huella del artista (quien pierde una oreja y se acerca al final de su vida) y viaja a través de otras obras tratando de encontrarlo. La pintura de Van Gogh Campos de trigo con cuervos resulta ser un elemento importante en este sueño. 
En este segmento Kurosawa utilizó como banda sonora el «Preludio N.º 15 en Re bemol mayor» del compositor polaco Frédéric Chopin. Martin Scorsese encarnó el personaje de Vincent van Gogh.

### El Monte Fuji en Rojo
Una central nuclear, situada cerca de Monte Fuji, ha empezado a fundirse y en breve colapsará. Como consecuencia el cielo se tiñe de un horrendo color rojo y que hace que millones de ciudadanos japoneses huyan desesperados a través del océano cual aves migratorias. Tres adultos y dos niños, incapaces de poder huir, son abandonados en la región pero se dan cuenta de que la radiación los matará de todos modos en corto tiempo.
Este es el segundo segmento que aborda una pesadilla.

### El Ogro Llorón (El demonio lastimero)
Un hombre (posiblemente el mismo Kurosawa) se encuentra vagando alrededor de un terreno montañoso nebuloso y sombrío. Conoce a un oni (criatura del folklore japonés, semejante a los ogros o troles en Occidente), una criatura con un cuerno que ha mutado, siendo en un principio un ser humano. Este demonio le explica que ha experimentado un holocausto nuclear a raíz del cual perecieron animales, la naturaleza sufrió severos daños, y a los seres humanos les crecieron cuernos que les causan tal agonía que se les puede escuchar aullar durante la noche.
Este segmento es la última de las tres pesadillas. Su mensaje apocalíptico relata la clásica fábula budista homónima.

### El Pueblo de los Molinos de Agua

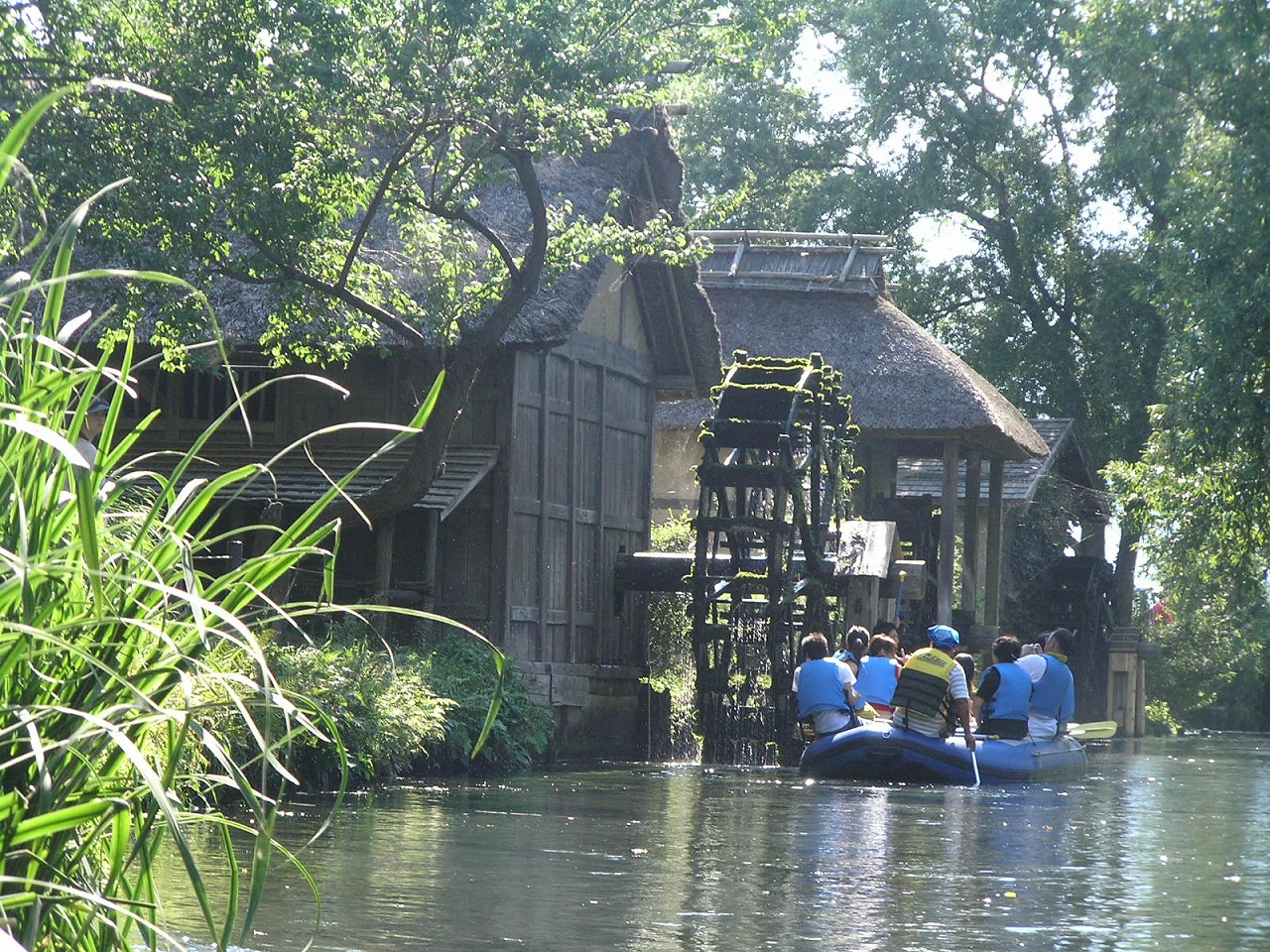
Lugar donde se grabó El Pueblo de los Molinos de Agua.

Un joven entra en un tranquilo pueblo donde cada casa o construcción dispone de un molino de agua. El viajero se encuentra con un hombre viejo y sabio que está arreglando la rueda de un molino de agua que se ha descompuesto. El anciano explica que los habitantes del pueblo decidieron renunciar a la contaminación que produce la tecnología moderna y optaron por regresar a una era más buena y más limpia que la sociedad había abandonado ya hacía mucho. Ellos optaron por la salud espiritual, en lugar de la conveniencia, algo que al viajero le sorprende e intriga. Al final del segmento (y de la película) tiene lugar en el pueblo el cortejo fúnebre de una anciana. Sus participantes, en lugar de llorar, celebran con alegría lo que perciben como el final correcto para una buena vida.
Este segmento fue filmado en la granja Daio Wasabi (prefectura de Nagano).

## Reparto
| Actriz/Actor         | Personaje                             |
| -------------------- | ------------------------------------- |
| Akira Terao          | "Akira Kurosawa"                      |
| Mitsuko Baisho       | Madre de "Akira Kurosawa"             |
| Toshie Negishi       | Madre que lleva niños                 |
| Mieko Harada         | Hada de la Nieve                      |
| Mitsunori Isaki      | "Akira Kurosawa" como un niño         |
| Toshihiko Nakano     | "Akira Kurosawa" como un niño pequeño |
| Yoshitaka Zushi      | Pvt. Noguchi                          |
| Hisashi Igawa        | Trabajador de la Planta Nuclear       |
| Chosuke Ikariya      | El Demonio Llorón                     |
| Chisu Ryu            | Hombre Viejo                          |
| Martin Scorsese      | Vincent van Gogh                      |
| Masayuki Yui         | Miembro del equipo de escalada        |
| Tessho Yamashita     |                                       |
| Misato Tate          |                                       |
| Catherine Cadou      |                                       |
| Mieko Suzuki         | Hermana de "I"                        |
| Mugita Endo          |                                       |
| Ryojiro Oki          |                                       |
| Masaru Sakurai       |                                       |
| Masaaki Sasaki       |                                       |
| Keiki Takenouchi     |                                       |
| Kento Toriki         |                                       |
| Shu Nakajima         | Miembro del equipo de escalada        |
| Tokuju Masuda        |                                       |
| Masuo Amada          |                                       |
| Sakae Kimura         | Miembro del equipo de escalada        |
| Shogo Tomomori       |                                       |
| Ryo Nagasawa         |                                       |
| Akisato Yamada       |                                       |
| Tetsu Watanabe       |                                       |
| Ken Takemura         |                                       |
| Tetsuya Ito          |                                       |
| Shoichiro Sakata     |                                       |
| Naoto Shigemizu      |                                       |
| Hiroshi Miyasaka     |                                       |
| Yasuhiro Kajimoto    |                                       |
| Makoto Hasegawa      |                                       |
| Nagamitsu Satake     |                                       |
| Satoshi Hara         |                                       |
| Yasushige Turuoka    |                                       |
| Shigeru Edaki        |                                       |
| Hideharu Takeda      |                                       |
| Katsumi Naito        |                                       |
| Masaaki Enomoto      |                                       |
| Norio Takei          |                                       |
| Eiji Iida            |                                       |
| Koji Kanda           |                                       |
| Hideto Aota          |                                       |
| Kazue Nakanishi      |                                       |
| Rika Miyasawa        |                                       |
| Mika Edaki           |                                       |
| Mayumi Kamimura      |                                       |
| Sayuri Yoshioka      |                                       |
| Teruko Nakayama      |                                       |
| Sachiko Nakayama     |                                       |
| Toshiya Ito          |                                       |
| Takashi Ito          |                                       |
| Motoyuki Higashimura |                                       |
| Yasuhito Yamanaka    |                                       |
| Haruka Sugata        |                                       |
| Noriko Hayami        |                                       |
| Ayaka Takahashi      |                                       |
| Yûko Ishiwa          |                                       |
| Sachiko Oguri        |                                       |
| Masayo Mochida       |                                       |
| Miki Kado            |                                       |
| Mika Ikeya           |                                       |
| Sakiko Yamamoto      |                                       |
| Mayumi Ono           |                                       |
| Yumiko Miyata        |                                       |
| Aya Ikaida           |                                       |
| Megumi Hata          |                                       |
| Asako Hirano         |                                       |
| Chika Nishio         |                                       |
| Yuko Harada          |                                       |
| Tomomi Yoshizawa     |                                       |
| Kumiko Ishizuka      |                                       |
| Masumi Yoda          |                                       |
| Hatsue Nishi         |                                       |
| Michiko Kawada       |                                       |
| Machiko Ichihashi    |                                       |
| Yumi Ezaki           |                                       |
| Chika Yamabe         |                                       |
| Mayuko Akashi        |                                       |
| Fujio Tohita         |                                       |
| Michio Hino          |                                       |
| Michio Kida          |                                       |
| Fumiko Honma         |                                       |
| Haruko Togo          |                                       |
| Reiko Nanao          |                                       |
| Shin Tonomura        |                                       |
| Junpei Natsuki       |                                       |
| Shigeo Kato          |                                       |
| Saburo Kadowaki      |                                       |
| Goichi Nagatani      |                                       |
| Shizuko Azuma        |                                       |
| Yoshie Kihira        |                                       |
| Yukie Shimura        |                                       |
| Setsuko Kawaguchi    |                                       |
| Kumeko Otowa         |                                       |
| Machiko Terada       |                                       |
| Umiko Takahashi      |                                       |
| Harumi Fujii         |                                       |
| Hiroko Okuno         |                                       |
| Mon Ota              |                                       |
| Akitoru Inaba        |                                       |
| Kou Ishikawa         |                                       |
| Tatsunori Tokuhashi  |                                       |
| Yoshiko Maki         |                                       |
| Hiroko Maki          |                                       |
| Ryoko Kawai          |                                       |
| Miyako Kawana        |                                       |
| Miyuki Egawa         |                                       |
| Megumi Sakai         |                                       |
| Yôko Hayashi         |                                       |
| Yuko Matsumura       |                                       |
| Takashi Odashima     |                                       |
| Mitsuru Shibuya      |                                       |
| Koichi Imamura       |                                       |
| Wasuke Izumi         |                                       |
| Sachio Sakai         |                                       |
| Torauemon Utazawa    |                                       |
| Yukimasa Natori      |                                       |
| Tadashi Okumura      |                                       |
| Kenzo Shirahama      |                                       |
| Masato Goto          |                                       |
| Sumimaro Yochimi     |                                       |
| Junichi Kubozono     |                                       |
| Masami Ozeki         |                                       |
| Yasuyuki Iwanaga     |                                       |
| Akira Tashiro        |                                       |
| Koichi Kase          |                                       |
| Kenji Fujita         |                                       |
| Hiroto Tamura        |                                       |
| Osamu Yayama         |                                       |
| Yuji Sawayama        |                                       |
| Mitsuji Tsuwako      |                                       |
| Masatoshi Miya       |                                       |
| Maiko Okamoto        |                                       |
| Nana Yamakawa        |                                       |
| Yuka Kojima          |                                       |
| Shizuka Isami        |                                       |
| Mai Watanabe         |                                       |
| Sayuri Kobayashi     |                                       |
| Ayako Honua          |                                       |

## Estrenos

### Oficiales
| País                      | Fecha                   |
| ------------------------- | ----------------------- |
| Francia                   | 11 de mayo de 1990      |
| Dinamarca                 | 18 de mayo de 1990      |
| Finlandia                 | 18 de mayo de 1990      |
| Suecia                    | 18 de mayo de 1990      |
| Países Bajos              | 23 de mayo de 1990      |
| Japón                     | 25 de mayo de 1990      |
| Reino Unido               | 25 de mayo de 1990      |
| Alemania Occidental       | 31 de mayo de 1990      |
| Estados Unidos            | 24 de agosto de 1990    |
| Australia y Nueva Zelanda | 6 de septiembre de 1990 |
| Turquía                   | Marzo de 1991           |
| República Checa           | 28 de enero de 2001     |

### Festivales
| País     | Fecha                   | Festival/Evento/Otros                        |
| -------- | ----------------------- | -------------------------------------------- |
| Singapur | 7 de abril de 1991      | Festival de Cine Internacional de Singapur   |
| Grecia   | 21 de noviembre de 1998 | Festival de Cine Internacional de Tesalónica |
| Alemania | 15 de mayo de 2003      | Reestreno                                    |

## Música
«En la Aldea» (extracto de «Bocetos del Cáucaso», Suite para Orquesta Op. 10, N.º 2, compuesta por Mijail Ippolitov-Ivanov)
Intérprete: Orquesta Sinfónica de la Radio de Moscú dirigida por Vladimir Fedoséyev

## Lugares de filmación
- Gotemba, Shizuoka, Japón
- Japón
- Estudio de Películas Kurosawa, Tokio, Japón
- Memambetsu-cho, Abashiri, Hokkaidō, Japón
- Midori-ku, Yokohama, Kanagawa, Japón
- Estudios Toho, Tokio, Japón

## Premios

### Premios de la Academia Japonesa
| Año  | Resultado                                                                               | Premio                         | Categoría/Destinatario(s) |
| ---- | --------------------------------------------------------------------------------------- | ------------------------------ | --- |
| 1991 | Ganador                                                                                 | Premio de la Academia Japonesa | Mejor Música por Puntuación Shinichirô Ikebe |
| 1991 | Candidatos                                                                              | Premio de la Academia Japonesa | Mejor Director de Arte Yoshirô Muraki Akira Sakuragi Mejor Fotografía Takao Saitô Masaharu Ueda Mejor Director Akira Kurosawa Mejor Película Mejor Iluminación Takeshi Sano Mejor Música Kenichi Benitani |
| 1991 | Candidata \|\| Premio de la Academia Japonesa \|\| Mejor Actriz de Reparto Mieko Harada |                                | |

### Globos de Oro
| Año  | Resultado | Premio       | Categoría/Destinatario(s)                |
| ---- | --------- | ------------ | ---------------------------------------- |
| 1991 | Nominada  | Globo de Oro | Mejor Película de Habla No Inglesa Japón |

### Concurso de Cine Mainichi
| Año  | Resultado | Premio                    | Categoría/Destinatario(s)                                                                 |
| ---- | --------- | ------------------------- | ----------------------------------------------------------------------------------------- |
| 1991 | Ganadores | Concurso de Cine Mainichi | Mejor Fotografía Takao Saitô Masaharu Ueda Mejor Película por Puntuación Shinichirô Ikebe |

### Sociedad de Películas Políticas
| Año  | Resultado | Premio     | Categoría/Destinatario(s) |
| ---- | --------- | ---------- | ------------------------- |
| 1991 | Candidata | Premio PFS | Paz                       |